# Caraboctonidae
Die Caraboctonidae sind eine Familie der Skorpione (Scorpiones) mit 18 Arten. Die Caraboctonidae sind nur in Nord- und Südamerika verbreitet. Man findet sie in den südlichen USA, Mexiko, Bolivien, Chile, Ecuador, Peru und auf den Galápagos-Inseln. 
Besonders der Haarige Wüstenskorpion (Hadrurus arizonensis) ist ein beliebtes Terrarientier, da er leicht zu halten und relativ langlebig ist. Die Gifte der Skorpione sind nicht lebensgefährlich, der Stich ist jedoch sehr schmerzhaft.

## Systematik
Die Familie Caraboctonidae entstand erst 2003 als Ausgliederung dreier Gattungen aus der Familie Iuridae. Es handelte sich um die Gattungen:
- Caraboctonus Pocock, 1893
- Hadruroides Pocock, 1893
- Hadrurus Thorell, 1876

2004 wurden von Michael E. Soleglad und Victor Fet zwei Arten der Gattung Hadrurus ausgegliedert und als neue Gattung Hoffmannihadrurus beschrieben. O. F. Francke und L. Prendini machten das 2008 wieder rückgängig, Soleglad und Fet beharren jedoch auf der Ausgliederung.